# Rifugio Viso
Il rifugio Viso (in francese refuge du Viso) è un rifugio francese situato nel comune di Ristolas nel dipartimento delle Alte Alpi, in Valle del Guil (Queyras), nelle Alpi Cozie, a 2460 m s.l.m.

## Storia
Fino a qualche anno fa era chiamato rifugio Ballif. Ha subito l'ultimo restauro nel 2002.

## Caratteristiche e informazioni
Si trova nell'alta valle del Guil, ai piedi della parete ovest del Monviso.
È tappa del Giro di Viso, giro tutt'intorno al Monviso passando di rifugio in rifugio.

## Accessi
L'accesso avviene dalla valle del Guil, arrivando fino all'ultimo comune della valle Ristolas. In estate si può arrivare con la strada fino alla località  roche Écroulée e di qui è possibile raggiungere il rifugio in due ore e trenta. In inverno occorre fermarsi alla località  La Monta oppure l'Echalp e di qui è possibile raggiungere il rifugio in tre ore e trenta.

## Ascensioni
- Punta Roma (3070 m)
- Punta Udine (3022 m)
- Punta Venezia (3095 m)
- Punta Gastaldi (3214 m)
- Monte Losetta (3054 m)
- Monte Granero (3170 m)
- Rocce Fourioun (3153 m)

## Traversate
- Rifugio Quintino Sella al Monviso (2640 m) in alta valle Po
- Rifugio Vitale Giacoletti (2741 m) in alta Valle Po
- Rifugio Vallanta e rifugio Gagliardone (2450 m) in alta valle Varaita
- Rifugio Granero (2377 m) in val Pellice

Il rifugio è sul tracciato del giro di Viso, di cui costituisce uno dei punti d'appoggio. È anche sul percorso della GTA